# Alberto Lora
Alberto Lora Ramos (Móstoles, 25 maart 1987) is een Spaans voetballer die bij voorkeur als rechtsback speelt. Hij stroomde in 2007 door vanuit de jeugd van Sporting Gijón, waarvoor hij op 14 maart 2015 zijn 200ste competitiewedstrijd speelde.

## Clubcarrière
Lora werd geboren in Móstoles, waar ook Iker Casillas het levenslicht zag. Hij speelde van 1999 tot 2006 in de jeugdacademie van Real Madrid. In 2006 trok hij naar Sporting Gijón, waar hij aanvankelijk in het tweede elftal aantrad. Op 14 december 2008 debuteerde hij voor Los Rojiblancos in de Primera División tegen Athletic Bilbao. Op 25 maart 2012 – op zijn 25ste verjaardag – scoorde hij zijn eerste doelpunt in het shirt van Sporting Gijón tegen Athletic Bilbao. In 2012 degradeerde de club naar de Segunda División.
1 Cuéllar ·
2 Douglas ·
3 Babin · 
4 Meré ·
5 Amorebieta ·
6 Álvarez ·
7 Rodríguez ·
8 Traoré ·
9 Castro ·
10 Cases ·
11 Lora  ·
13 Mariño ·
14 Burgui · 
15 Canella ·
16 Lillo ·
17 Afif ·
18 López ·
19 Carmona ·
20 Ndi ·
21 Torres ·
23 Gómez · 
24 Čop · 
25 Viguera · 
26 Fernández · 
27 Díaz · 
28 Santos · 
29 Rodríguez · 
30 Whalley · 
31 Rubén · 
33 Salvador · 
Coach: Rubi